# 염흥방
염흥방(廉興邦, ?~1388년)은 고려의 문신으로 본관은 파주(坡州), 자는 중창(仲昌), 호는 동정(東亭)이다.

## 생애
곡성부원군(曲城府院君) 염제신(廉悌臣)의 아들이다. 1357년 4월, 과거에 장원 급제하였다. 1362년 홍건적을 격파하고 개경을 수복한 공적으로 1363년 위위윤(衛尉尹)으로서 이등공신에 임명되었다. 1367년 7월, 밀직지신사(密直知申事)에 임명되었다. 이후 밀직부사가 되었다가 밀직제학으로 옮겼고, 1374년 도병마사가 되어 최영과 함께 제주의 목호를 토벌하였다.
우왕이 즉위한 뒤, 이인임과 지윤 등이 북원의 사신을 맞아들이려 하자, 정몽주 등과 함께 이를 반대하다가 이인임에게 밉보여 외지로 유배되었다. 그러나 이내 서성군(瑞城君)에 봉해졌다.
염흥방, 이인임, 임견미 등은 좋은 토지를 가진 사람들에게 가노(家奴)들을 보내 수청목(水靑木, 물푸레나무)으로 만든 몽둥이로 마구 때린 뒤, 관청에서 발급한 증서가 있어도 그 토지를 빼앗아갔다. 그리하여 당시 사람들은 이를 '수청목 공문(水靑木公文)'이라 불렀다고 한다. 그러던 중 염흥방의 가노인 이광(李光)이 조반의 소유인 백주(白州)의 토지를 빼앗았다. 조반은 염흥방에게 간청하여 이를 돌려받았으나, 이광은 다시 토지를 빼앗았고 조반을 능욕하였다. 결국 조반은 분노를 견디지 못하고 군사 수십 기(騎)를 이끌고 이광의 집을 포위하여 그를 살해한 뒤, 이를 염흥방에게 알리고자 개경으로 향하였다. 이에 염흥방은 크게 분노하여 조반이 반역 음모를 꾸민다고 하여 조반과 그 가족을 체포하게 했다. 염흥방은 조반에게 거짓 진술을 시키기 위해 가혹한 고문을 가하였다.
그런데 이 사건이 정치적 사건으로 발전되었고, 1388년 1월, 우왕은 최영과 논의 끝에 조반을 석방시키고 염흥방을 순군옥에 하옥시켰다. 이어서 임견미와 동생 염정수 등도 체포되었다. 그리고 각 도마다 찰방(察訪)이 파견되어 염흥방, 임견미가 탈취한 토지를 원래 주인에게 돌려주는 조치가 이루어졌다. 결국 염흥방은 임견미, 염정수, 이성림 등과 함께 사형에 처해졌고, 일가 친척들도 죽임을 당하였다.

## 가계
- 증조부 : 염승익(廉承益), 벽상삼한삼중대광·도첨의중찬
- 조부 : 염세충(廉世忠), 중현대부·감문위대호군
- 조모 : 가순택주(嘉順宅主) 평양 조씨
  - 부 : 염제신(廉悌臣. 1304~1382), 곡성부원군(曲城府院君)
  - 모 : 완산군부인(完山郡夫人) 배씨 - 요망(夭亡)
  - 생모 : 진한국대부인(辰韓國大夫人) 안동 권씨
    - 형 : 염국보(廉國寶. ? ~1388) - 무진피화(戊辰被禍)
    - 제 : 염정수(廉廷秀)(廉廷秀. ? ~1388) - 무진피화(戊辰被禍)
    - 자매 : 홍징(洪徵. ? ~1388)에게 출가 - 무진피화(戊辰被禍)
    - 자매 : 임헌(任獻. ? ~1388)에게 출가 - 무진피화(戊辰被禍)
    - 자매 : 정희계(鄭煕啓)에게 출가
    - 자매 : 고려 공민왕에게 출가, 신비 염씨
    - 자매 : 이송(李悚)에게 출가
    - 서제 : 염혜주(廉惠珠)
    - 서제 : 염광원(廉廣元)
    - 서자매 : 홍문필(洪文弼)에게 출가

## 염흥방이 등장하는 작품
- 《개국》(KBS, 1983년) 배우 : 이성웅
- 《정도전》 (KBS, 2014년) 배우 : 김민상
- 《육룡이 나르샤》) (SBS, 2015년) 배우 : 전노민('홍인방'으로 각색됨)

## 출전
- 《고려사》 권126, 임견미전; 염흥방전